# Michael Radford
Michael James Radford (n. 24 februarie 1946, New Delhi, India Britanică) este un regizor de film și scenarist englez de origine indiană. Și-a început cariera ca regizor de documentare și scenarist de comedie pentru televiziune, înainte de a trece la filme la începutul anilor 1980. A regizat filme ca 1984 (1984), Poștașul (1994) sau Neguțătorul din Veneția (2004).

## Filmografie

### Filme regizate
- Van Morrison in Ireland (1981)
- Another Time, Another Place (1983)
- 1984 (1984)
- White Mischief (1987)
- Poștașul (1994)
- B. Monkey (1998)
- Dancing at the Blue Iguana (2000)
- Neguțătorul din Veneția (2004)
- Furtul perfect  (2007)
- Michel Petrucciani (2011)
- Elsa și Fred (2014)
- La musica del silenzio (2017)